# Cameron McGriff
Cameron McGriff (30 september 1997) is een Amerikaans basketballer.

## Carrière
McGriff speelde collegebasketbal voor de Oklahoma State Cowboys van 2016 tot 2020. Hij werd niet gedraft in 2020 en tekende bij de Belgische ploeg Okapi Aalst. Hij speelde 24 wedstrijden waarin hij 14,5 punten gemiddeld scoorde. Hij kreeg op 8 oktober een contract bij de Charlotte Hornets maar vertrok een week later alweer. Op 24 oktober tekende hij een contract bij de Greensboro Swarm. Op 25 december tekende hij een 10-daags contract bij de Portland Trail Blazers waarvoor hij drie wedstrijden speelde. Op 5 januari 2022 ging hij terug naar de Greensboro Swarm. Op 21 april tekende hij een contract bij de Capitanes de Arecibo in Puerto Rico. 
Op19 juli 2022 tekende hij een contract bij de Griekse topclub AEK Athene BC. In januari maakte hij de overstap naar de Franse eersteklasser Le Mans Sarthe Basket. In oktober 2023 verkregen de Memphis Hustle zijn rechten na een ruil met de Greensboro Swarm verder waren nog twee draftpicks en Terrell Brown Jr. betrokken. In maart 2024 werd hij geruild naar de Indiana Mad Ants voor een draftpick. Hij tekende in april 2024 in de Puerto Ricaanse competitie bij Santeros de Aguada. Hij tekende in juni 2024 voor Indios de Mayaguez ook uit Puerto Rico.
In augustus tekende hij bij de Indiana Pacers een voorlopig contract, dat werd uiteindelijk niet voortgezet. In oktober 2024 keerde hij terug naar de Indiana Mad Ants en speelde tot begin april 2025 bij de Mad Ants. In april tekende hij bij het Canadese Edmonton Stingers.

## Statistieken

### Regulier seizoen
| Seizoen  | Team                   | WG | WS | MPW  | 2P%  | 3P%  | FW%  | RPW | APW | SPW | BPW | PPW |
| -------- | ---------------------- | -- | -- | ---- | ---- | ---- | ---- | --- | --- | --- | --- | --- |
| 2021/22  | Portland Trail Blazers | 3  | 0  | 15,3 | 37,5 | 33,3 | 70,0 | 5,0 | 1,0 | 0,0 | 0,3 | 4,7 |
| Carrière | Carrière               | 3  | 0  | 15,3 | 37,5 | 33,3 | 70,0 | 5,0 | 1,0 | 0,0 | 0,3 | 4,7 |